# Bernardo Hoyos Pérez
Bernardo Hoyos Pérez (Santa Rosa de Osos, Antioquia, 25 de agosto de 1934-Bogotá, 11 de octubre de 2012) fue un periodista, locutor, y presentador de televisión de Colombia.

## Biografía
Bernardo Hoyos Pérez fue un reconocido periodista y académico colombiano, un gran conocedor de varias áreas de la cultura general, como la literatura, la música y el cine y fue un consumado hombre de radio y televisión.
Trabajó como locutor de la BBC de Londres; hizo parte de varias cadenas radiales de Colombia como Caracol Estéreo en los años 80; y fue director de la emisora 106.9 de la Universidad Jorge Tadeo Lozano.
Durante su carrera, se desempeñó como director cultural de RTI Televisión entre 1981 y 1991, y fue asesor cultural de la Cadena Caracol Radio durante 9 años.
Estudió Derecho en la Universidad Pontificia Bolivariana de Medellín, carrera que eligió por su inclinación hacia el humanismo y de la que se graduó como abogado con una tesis sobre San Isidoro de Sevilla. 
A los 18 años fue nombrado locutor y, al año siguiente, director de la emisora. Ya graduado de abogado ejerció como juez municipal en Santa Rosa de Osos y escribió una tesis sobre el tema jurídico en la Edad Media y la historia de España.
Fue colaborador de distintos medios nacionales y extranjeros, entre los que se cuentan, el Servicio Latinoamericano de la BBC, El Tiempo, y las Revistas Diners y Revista Credencial.
Cuando ingresó a la Academia Colombiana de la Lengua, lo hizo de la mano de Woody Allen a quien citó en su improvisación para evocar sus primeros "días de radio".
Ofició como asesor cultural de Caracol Radio entre 1991-1999. Le encantaba escuchar emisoras de variados tipos de música, noticias y programas de historia de la BBC de Londres.
En Londres conoció a su esposa Constanza y posteriormente se casó con ella en 1978. De 1971 a 1979 estuvo en esa ciudad, donde fue editor de la revista 'International Management' en español y trabajó en la prestigiosa BBC.
Un virus que contrajo durante un viaje a Yugoslavia, que le afectó ambos ojos y disminuyó seriamente su visión, le hizo modificar sus proyectos. El problema visual le impidió leer durante diez años y le trajo muchas afecciones y varias operaciones.
Sin embargo, Bernardo Hoyos trabajó en otros campos afines a las comunicaciones como el de las Relaciones Públicas, las cuales ejerció en Atlas Publicidad, McCann Erickson e incluso en Bavaria.
Fue director cultural de RTI Televisión, asesor cultural de Caracol Radio, encargado de la información cultural al lado de Darío Arizmendi. Fue también durante casi una década director del programa La Música hasta que lo nombraron director de la Emisora Cultural de la Universidad Jorge Tadeo Lozano (106.9 FM), en 1999.
El Premio Nacional de Periodismo Simón Bolívar le entregó el Gran Premio a la Vida y Obra.
En el 2000, fue el defensor del televidente de Caracol Televisión, en el programa de Doble Vía.
También presentó por varios años, hasta su muerte, el programa Cine Arte, de Caracol Televisión, que se emitía los viernes a la media noche, quien también fue el codirector junto con Diana Rico.

## Muerte
Su deceso se produjo el 11 de octubre de 2012, tras padecer una enfermedad que lo mantuvo interno durante cerca de 15 días la Clínica del Country, en Bogotá. La rectora de la Universidad Jorge Tadeo Lozano, la exministra Cecilia María Vélez, confirmó así la noticia:
"... que su partida es una gran pérdida para el país."

## Premios
- Ganó cinco premios Simón Bolívar: 
  - Tres por su activismo en la radio cultural,
  - Uno por televisión cultural, y
  - Uno por Vida y Obra.
- También, fue galardonado con premios de la Cámara de Comercio de Medellín,
- Del Ministerio de Educación Nacional, y
- Condecoraciones de gobiernos y organizaciones de Bélgica, Austria, Francia (la orden de las artes y de las letras), Gran Bretaña y España.